# Gregory R. Ciottone
Gregory R. Ciottone (Washington, D.C., 16 de julho de 1965) é um médico e professor universitário norte-americano. Trabalhou como consultor de saúde na White House Medical Unit, durante o governo de Barack Obama e, atualmente, exerce a função no governo de Donald Trump. Em 2019, ele foi eleito presidente da World Association for Disaster and Emergency Medicine (Associação Mundial de Desastres e Medicina de Emergência). (WADEM).

## Publicações selecionadas
Livros
- Ciottone Gregory R., Editor-in-Chief, Disaster Medicine, 1st ed., Elsevier, Philadelphia, 2006
- Ciottone Gregory R., Editor-in-Chief, Ciottone’s Disaster Medicine, 2nd ed., Elsevier, Philadelphia, 2016

Artigos selecionados
- Ciottone, Gregory R., Old, Nichols, Anderson, "Implementation of an Emergency and Disaster Medical Response Training Network in the CIS", Journal of Emergency Medicine, 2005 Vol. 29 No. 2, pp. 221–229
- Teriggi J. Ciccone, MD; Philip D. Anderson, MD; Chon A. D. Gann, LPN, EMT-T, IDM; J. Michael Riley, EMT-P; Michael Maxwell, EMT-P; Robert Hopkins, EMT-P; Ciottone Gregory R., "Successful Development/Implementation of a Tactical Emergency Medical Technician Training Program for United States Federal Agents", Journal of Prehospital and Disaster Medicine, 2005 Vol. 20, No. 1, pp 36–39
- Yim, ES, Callaway, DW, Fares, S, Ciottone, Gregory R., "Disaster Diplomacy: Current Controversies and Future Prospects", Journal of Prehospital and Disaster Medicine, 2009 Vol 24, No. 4, pp 291–293
- Ganz A, Schafer J, Yu X, Burstein J, Graydon Lord, Ciottone Gregory R., "Real-time Scalable Resource Tracking Framework (DIORAMA) for Mass Casualty Incidents", International Journal on EHealth and Medical Communications (IJEHMC), Vol 4, issue 2, 2013
- Fares S, Femino M, Sayah A, Weiner D, Yim ES, Douthwright S, Molloy MS, Irfan FB, Karkoukli MA, Lipton R, Burstein JL, Mazrouei MA, Ciottone Gregory R., "Healthcare System Hazard Vulnerability Analysis: An Assessment of all Public Hospitals in the Emirate of Abu Dhabi, United Arab Emirates", Disasters, London, Vol 38, issue 2, 420-33, Apr 2014
- Yim ES, Macy R, Ciottone Gregory R., "Medical and Psychosocial Needs of Olympic and Pan American Athletes After the 2010 Earthquake in Haiti: An Opportunity to Promote Resilience Through Sports Medicine and Public Diplomacy", Journal of Prehospital and Disaster Medicine, Vol 29, issue 2, 195-9 Apr 2014
- Ganz A, Schafer J, Tang J, Yang Z, Yi J, Ciottone Gregory R., "Interactive Visual Analytic Tools for Forensic Analysis of Mass Casualty Incidents Using DIORAMA System, in Technologies for Homeland Security (HST)", IEEE International Symposium, pp. 1–4, 2015
- Ganz A, Schafer J, Tang J, Yang Z, Yi, J, Ciottone Gregory R., "Urban Search and Rescue Situational Awareness using DIORAMA Disaster Management System", Procedia Engineering, Vol. 107, 349-356, 2015
- Wuthisuthimethawee P, Molloy MS, Ciottone Gregory R., "Sustainable Effectiveness of Applying Trauma Team Activation in Managing Trauma Patients in the Emergency Department", Journal of the Medical Association of Thailand. Sep;98(9):847-51, 2015
- Ganz A, Schafer JM, Yang Z, Yi J, Lord G, Ciottone Gregory R., "Evaluation of a Scalable Information Analytics System for Enhanced Situational Awareness in Mass Casualty Events", International Journal of Telemedicine Applications. 2016;2016:9362067
- Ganz A, Schafer JM, Zhuorui Yang, Jun Yi, Ciottone Gregory R., "DIORAMA enhances efficiency of a mass casualty incident: System and experimentation", Conf Proc IEEE Engineering in Medicine and Biology Society, 2016 Aug;2016: 2644-2647. doi: 10.1109/EMBC.2016.7591273.
- Al-Shareef AS, Alsulimani LK, Bojan HM, Masri TM, Grimes JO, Molloy MS, Ciottone Gregory R., "Evaluation of Hospitals' Disaster Preparedness Plans in the Holy City of Makkah (Mecca): A Cross-Sectional Observation Study" Journal of Prehospital and Disaster Medicine. 2017 Feb;32(1):33-45
- Bortolin M, Morelli I, Voskanyan A, Joyce NR, Ciottone Gregory R., "Earthquake-Related Orthopedic Injuries in Adult Population: A Systematic Review", Journal of Prehospital and Disaster Medicine. 2017 Jan 30:1-8
- Sarin RR, Cattamanchi S, Alqahtani A, Aljohani M, Keim M, Ciottone Gregory R., "Disaster Education: A Survey Study To Analyze Disaster Medicine Training in Emergency Medicine Residency Programs in the United States", Journal of Prehospital and Disaster Medicine. 2017 Mar 20:1-6
- Molloy MS, Robertson, CM, Ciottone Gregory R., "Fit to deploy or deployment fitness; The Chester Step test (CST) a reliable, reproducible method of assessing disaster deployment personnel physical fitness", Southern Medical Journal. 2017 Aug;110(8):494-49
- Ciottone Gregory R., "Toxidrome Recognition in Chemical Weapons Attacks", New England Journal of Medicine. 2018 Apr 26;378(17):1611-1620